# Vissi
Vissi är en ort i Estland. Den ligger i Nõo kommun och landskapet Tartumaa, i den södra delen av landet, 160 km sydost om huvudstaden Tallinn. Vissi ligger 66 meter över havet och antalet invånare är 143.
Terrängen runt Vissi är platt. Runt Vissi är det tätbefolkat, med 308 invånare per kvadratkilometer. Närmaste större samhälle är Elva, 3,9 km söder om Vissi. I omgivningarna runt Vissi växer i huvudsak blandskog.